# Río Balonne
El río Balonne, parte del sistema de la cuenca Murray-Darling, es una parte corta pero significativa del grupo de ríos interiores del suroeste de Queensland, Australia.

## Curso y características
El río es una continuación del río Condamine. Tras atravesar Surat, fluye hacia el sur-suroeste a través de la presa E. J. Beardmore (lago Kajarabie) y, al pasar por St George, sigue en la misma dirección suroeste hasta unos 20 kilómetros al norte de Dirranbandi, donde se bifurca. La rama occidental recibe el nombre de río Culgoa. La rama oriental sigue siendo el río Balonne al pasar por Dirranbandi. Poco después de atravesar Dirranbandi, el río Balonne se bifurca de nuevo en el río Bokhara, al oeste (derecha si se baja por el río), y el río Narran, al este (izquierda si se baja por el río). El río Narran desemboca en los humedales de Narran. El río Bokhara se une al río Barwon al oeste de Brewarrina. La confluencia del río Culgoa (un brazo occidental del río Balonne) y el río Barwon (que incluye un antiguo brazo central del Balonne) forma el inicio del río Darling.
La cuenca hidrográfica del río Balonne-Condamine tiene una superficie de 136.014 km2, de los cuales una superficie de 603 km2 está compuesta por humedales ribereños y 559 km2 son humedales estuarinos.
Los cinco afluentes más largos del río Balonne son el río Condamine, el río Maranoa, el arroyo Dogwood, el arroyo Yuleba y el arroyo Tartulla. En St. George, el río es cruzado por el puente Andrew Nixon, por el que discurre la autopista Balonne.

### Almacenamiento de agua
La presa E. J. Beardmore se construyó en 1972 mediante la concción de una presa en la confluencia de los ríos Maranoa y Balonne. Cuando la presa está llena, el agua se acumula a lo largo de 70 kilómetros a lo largo del río Balonne. Aguas abajo de la presa Beardmore se halla la presa Jack Taylor, construida en 1953. En el afluente del Balonne, el arroyo Dogwood, hay otra presa, la presa Gill, con una capacidad de 230 000 m³.

## Historia
El mayor Thomas Mitchell cruzó el río Balonne el día de San Jorge, el 23 de abril de 1846. Mitchell nombró el río a partir de la palabra mandandanji para agua o arroyo, balun, balonn o balonne.

## Galería

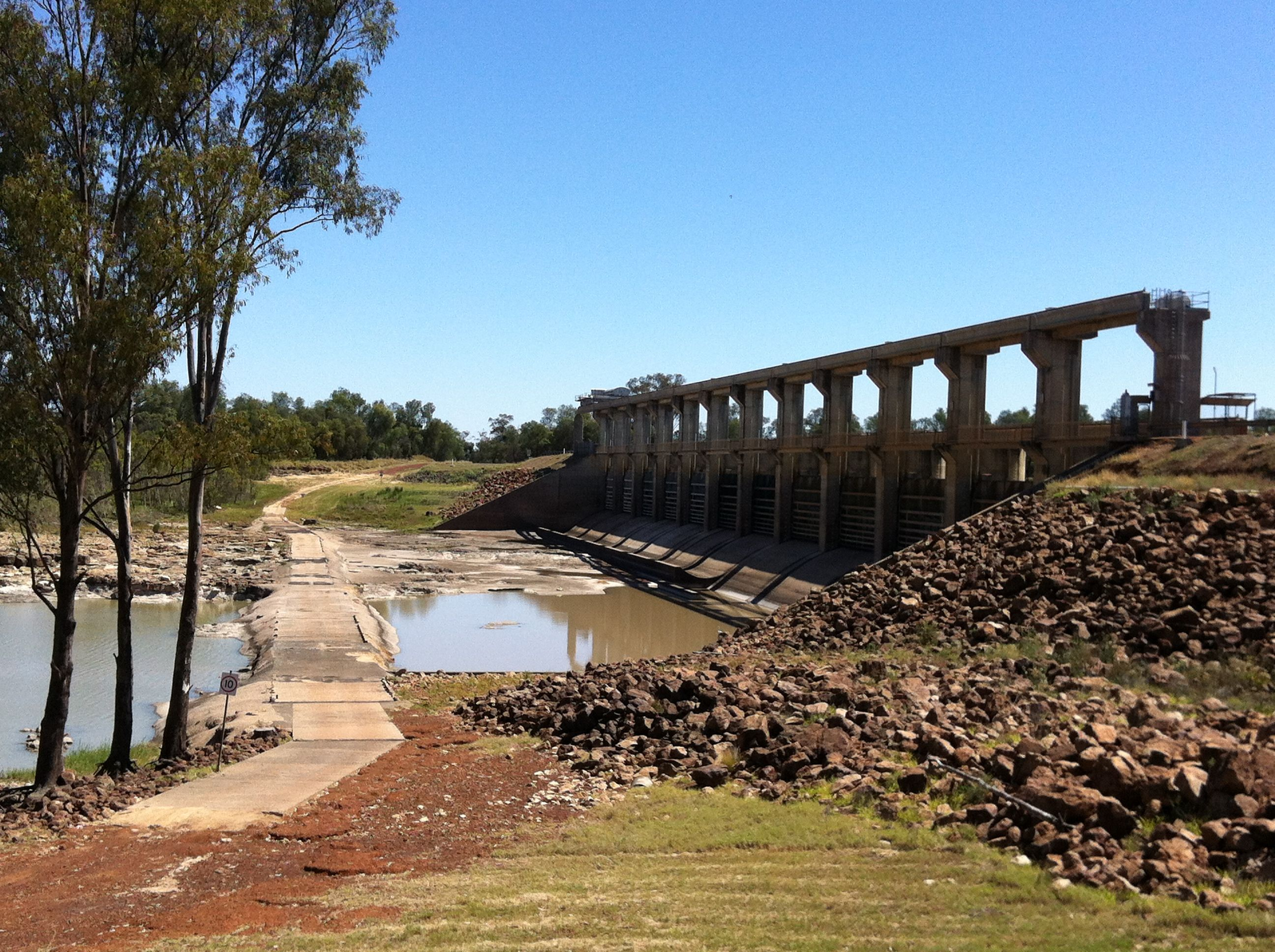
Presa EJ Beardmore vista desde el lado aguas abajo
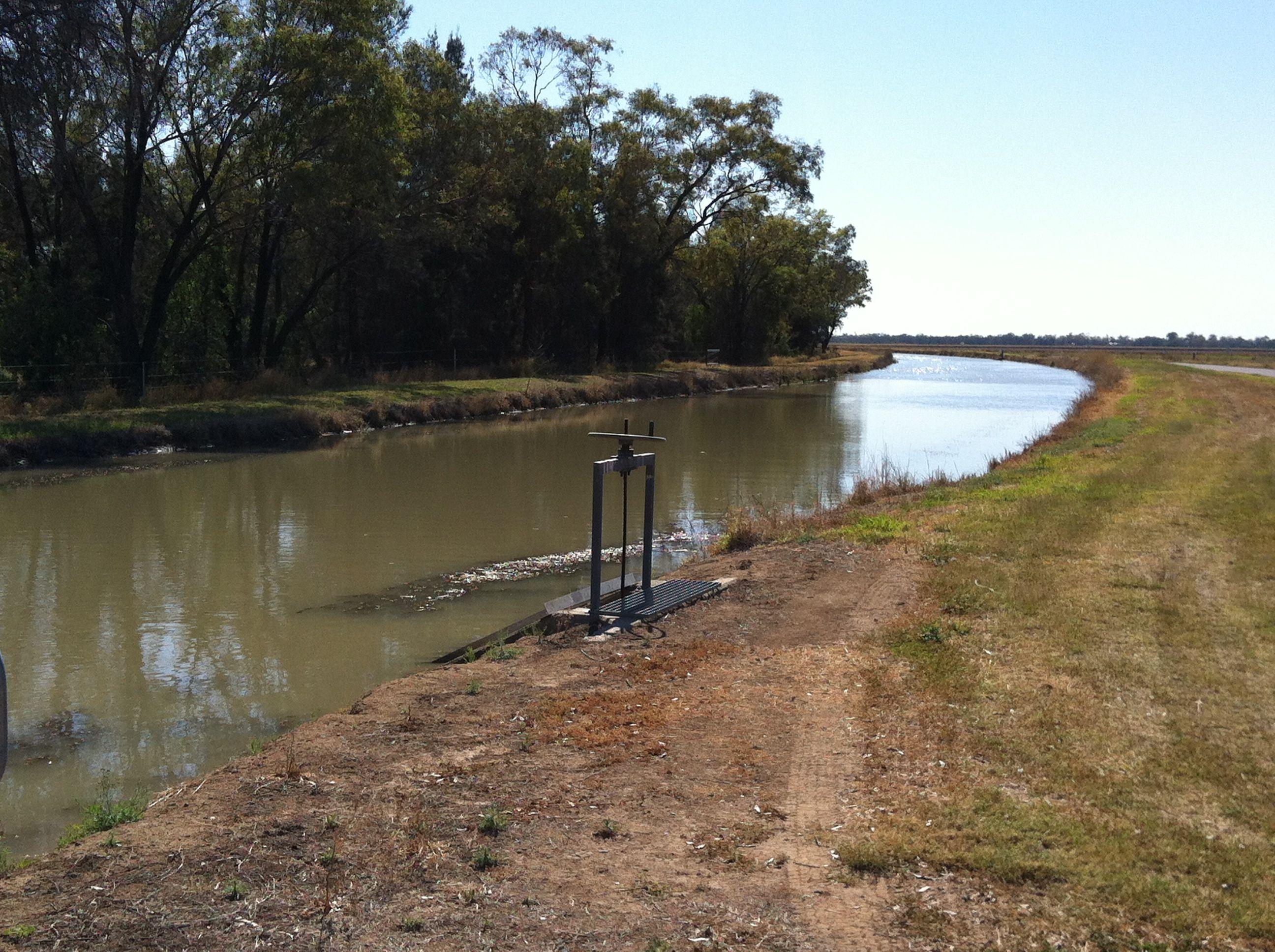
Canal de riego para el algodón alimentado desde la presa EJ Beardmore
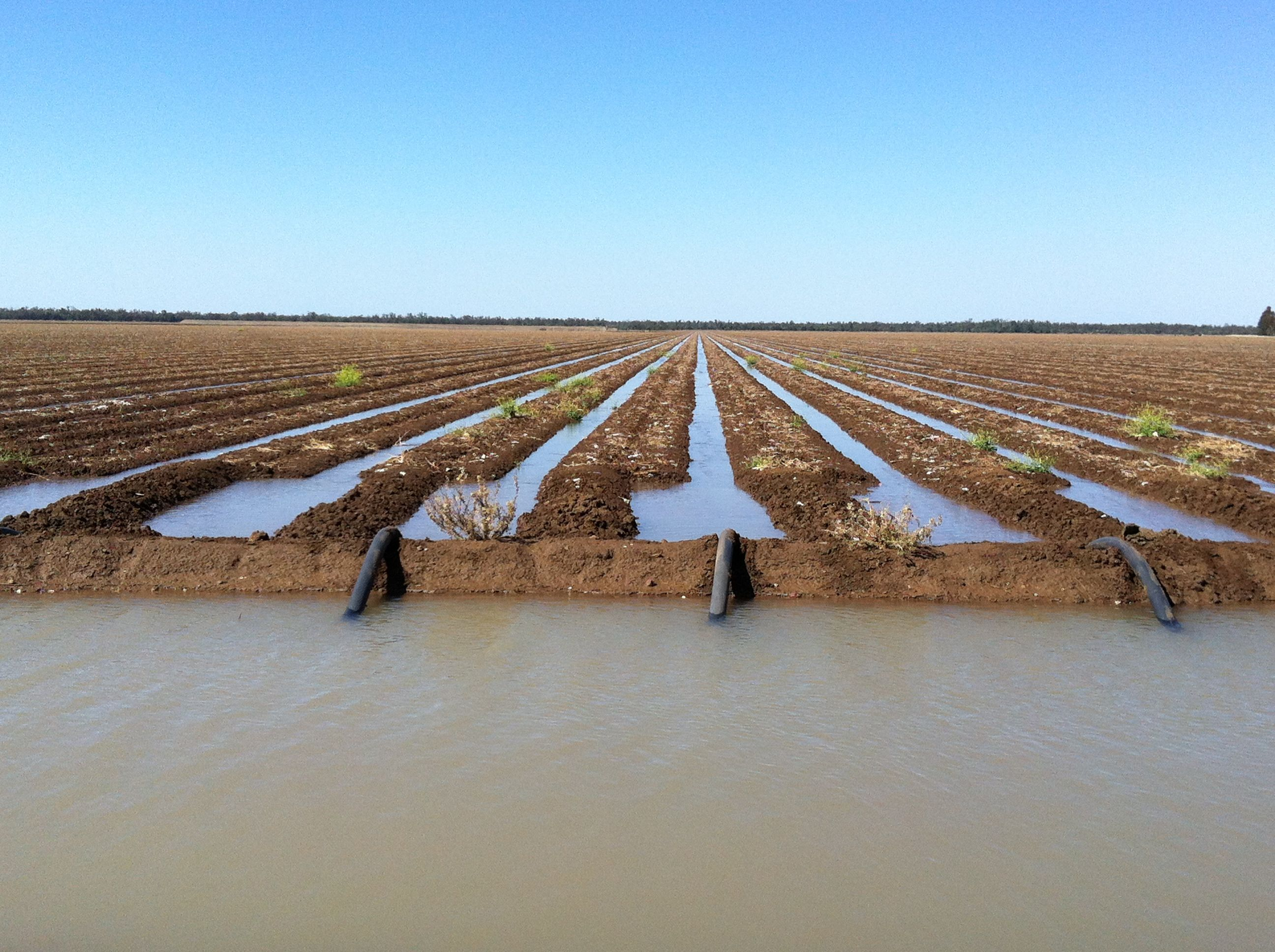
Riego por sifón del algodón cerca de St George, Queensland
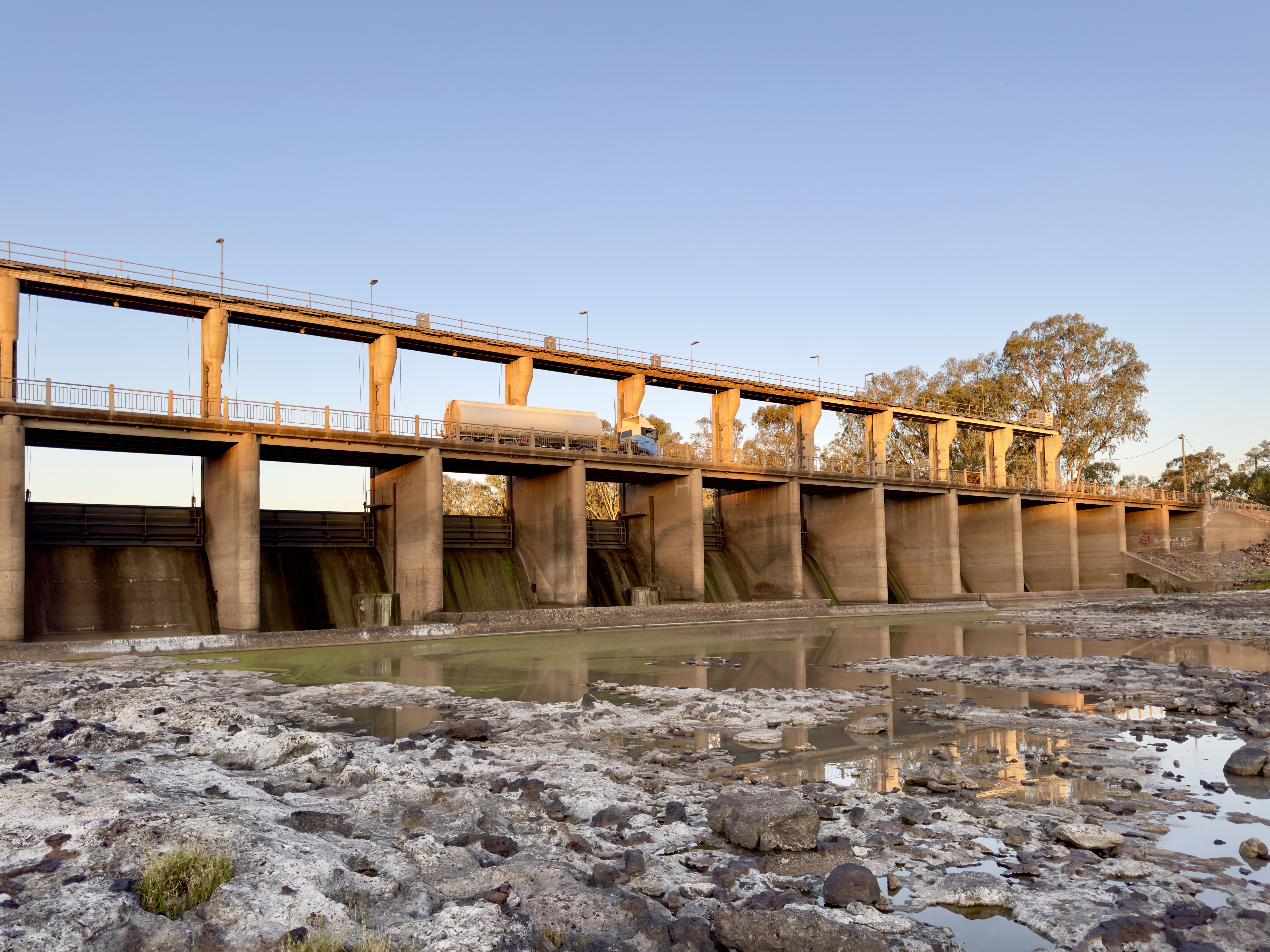
Presa Jack Taylor vista desde el lado río abajo en St George, Queensland